# Wili
Pour les articles homonymes, voir Vila.

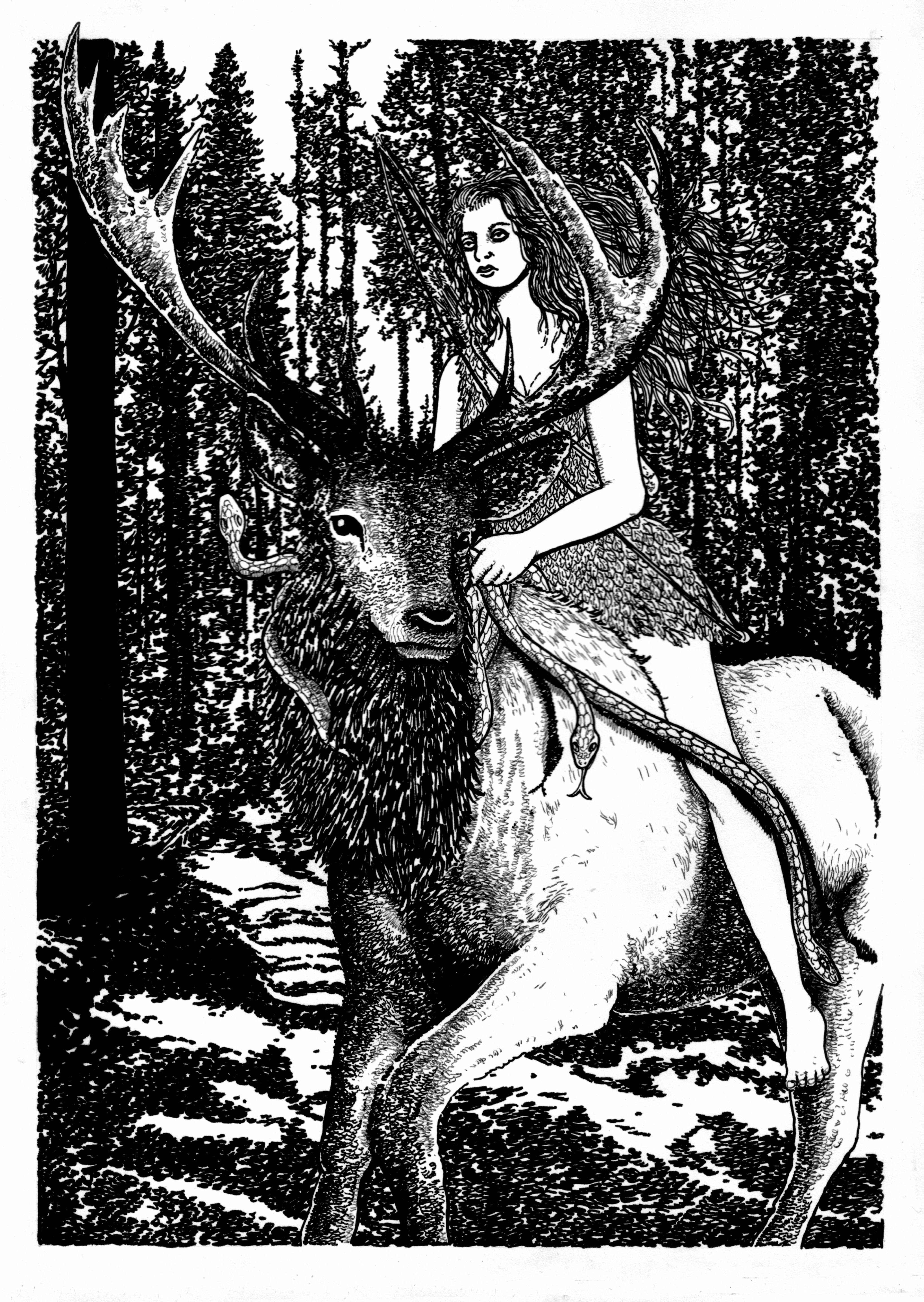
Vila par Andy Paciorek.

Créatures fantastiques de la mythologie slave, les wilis (ou willis, vila , ou plus correctement vily) représentent à peu près la version slave des nymphes grecques.
Les willis sont indissolublement liées au ballet romantique Giselle créé à Paris en 1841, avec ses willis spectrales, jeunes filles mortes le jour de leur mariage, qui saisissent presque le dernier soupir du héros, mais doivent disparaître à l'aube.

## Heinrich Heine
Ces willis ont été adaptées d'un texte de l'écrivain allemand Heinrich Heine titré De l’Allemagne (Über Deutschland), sont évoqués les « esprits élémentaires » (Elementargeister) dans le chapitre « Traditions populaires » :

« Dans une partie de l'Autriche, il y a une légende qui offre certaines similitudes avec les antérieures, bien que celle-ci soit d'une origine slave. C'est la légende de la danseuse nocturne, connue dans les pays slaves sous le nom de "willi". Les willis sont des fiancées qui sont mortes avant le jour des noces, pauvres jeunes filles qui ne peuvent pas rester tranquilles dans la tombe. Dans leurs cœurs éteints, dans leurs pieds morts reste encore cet amour de la danse qu'elles n’ont pu satisfaire pendant leur vie ; à minuit, elles se lèvent, se rassemblent en troupes sur la grande route, et, malheur au jeune homme qui les rencontre ! Il faut qu'il danse avec elles ; elles l'enlacent avec un désir effréné, et il danse avec elles jusqu'à ce qu'il tombe mort. Parées de leurs habits de noces, des couronnes de fleurs sur la tête, des anneaux étincelants à leurs doigts, les willis dansent au clair de lune comme les elfes. Leur figure, quoique d'un blanc de neige, est belle de jeunesse ; elles rient avec une joie si effroyable, elles vous appellent avec tant de séduction, leur air a de si doucettes promesses ! Ces bacchantes mortes sont irrésistibles. »

— Heinrich Heine, De l'Allemagne,.

## Formes originales slaves
En Serbie, les wilis sont des vierges qui sont mortes damnées. En Bulgarie, où on les nomme samovily, ce sont de jeunes filles mortes sans baptême. En Pologne, les wilis sont de belles jeunes filles qui, en châtiment de leur légèreté dans leur vie passée, sont condamnées à errer dans les airs.

## Influences
Leur légende a inspiré :
- le ballet romantique Giselle d'Adolphe Adam, sur un livret de Théophile Gautier (1841)
- la nouvelle Les Willis d'Alphonse Karr (1856)
- l'opéra Le Villi de Giacomo Puccini (1884)
- le film Les Noces funèbres de Tim Burton (2005)